# Tobolsk
Tobolsk (russisk: Тобольск, tr. Tobolsk) er en by i Tjumen oblast i Urals føderale distrikt i Den Russiske Føderation. Byen har 99.454 (2024) indbyggere og er grundlagt 4. juni 1587 .